# نجاری

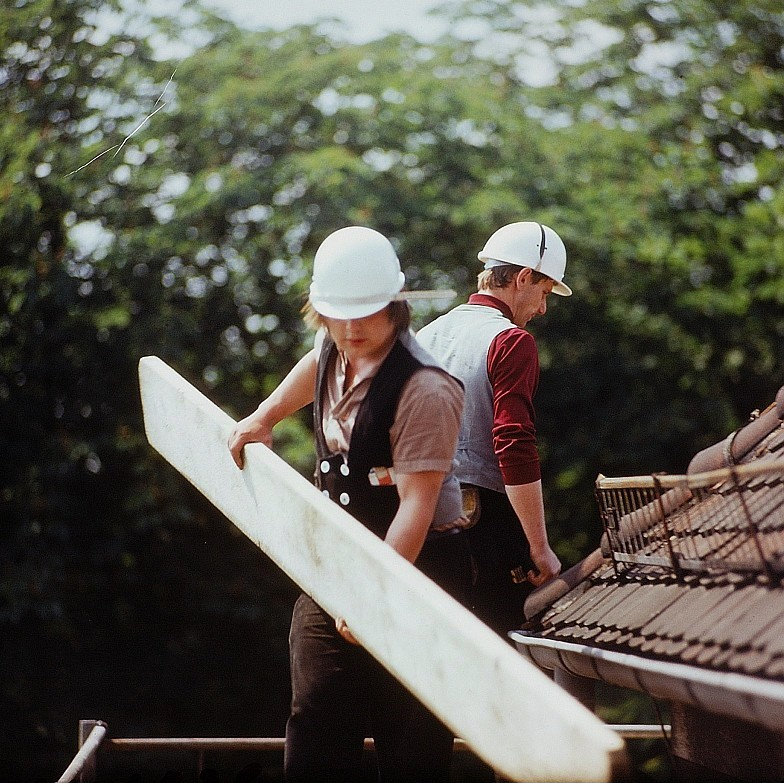
نجار در حال دست زدن به تخته ای که در صحنه سازی استفاده می‌شود

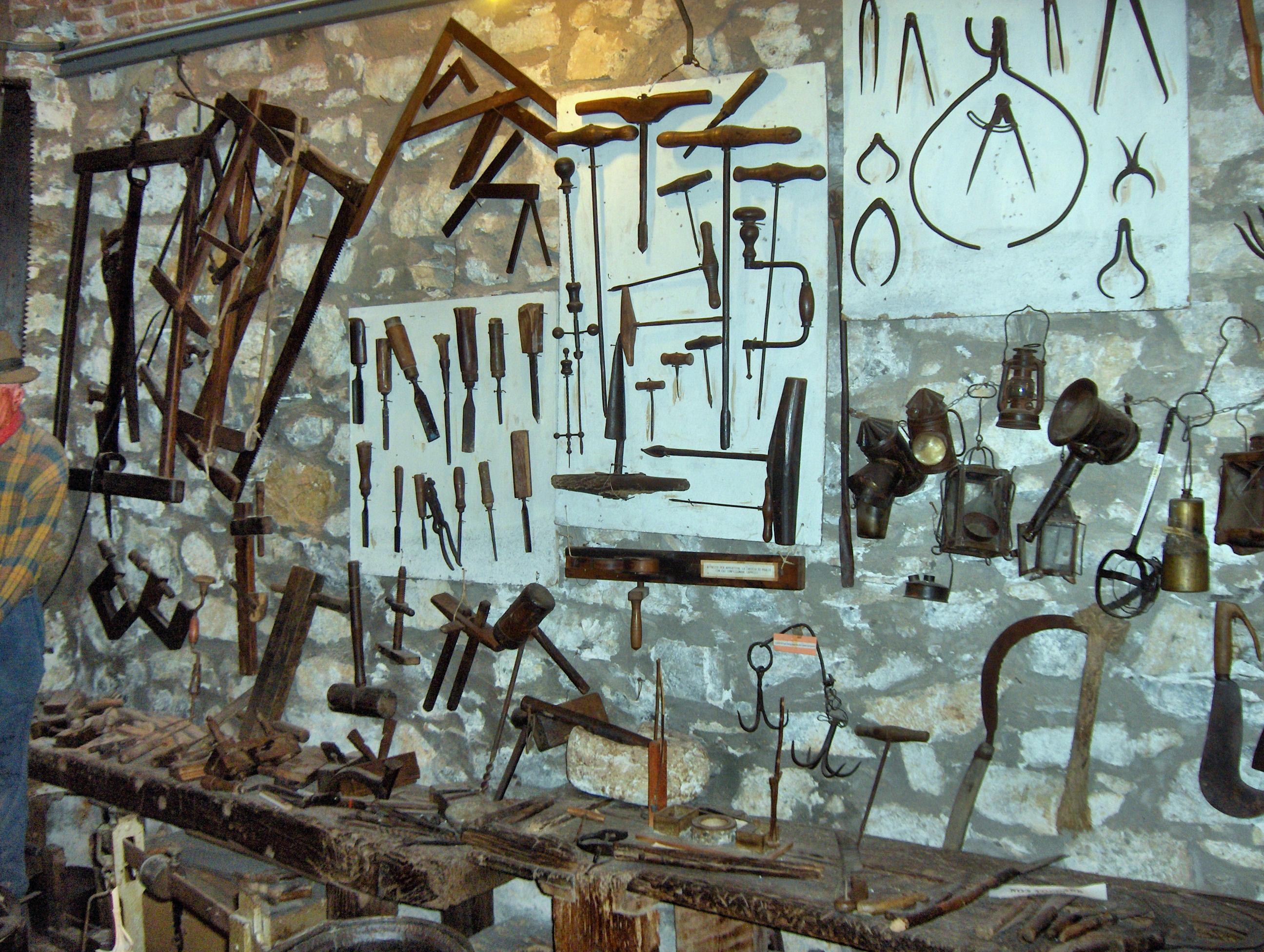
نمایشگاه ابزار سنتی نجار اروپایی در ایتالیا

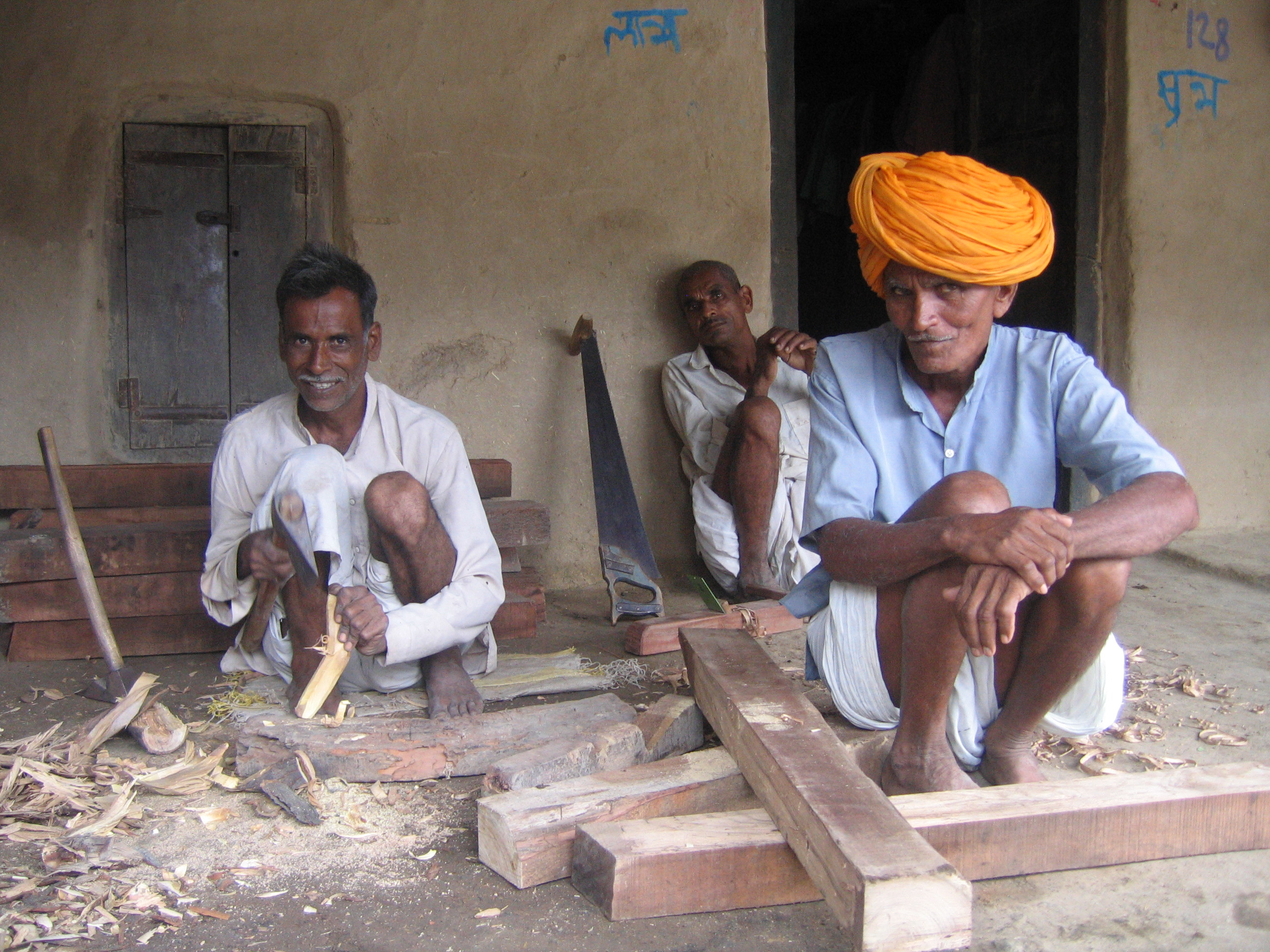
نجاران در یک روستای هندی که با ابزار دستی کار می‌کنند.

نجاری یا درودگری (به انگلیسی: Carpentry) یک کسب‌وکار مهارتی و حرفه‌ای است که در آن کار اولیهٔ برش، شکل‌دادن و نصب مصالح ساختمانی در هنگام ساخت ساختمان‌ها، کشتی‌سازی، پل‌های چوبی، قالب‌های بتنی و غیره است. نجاران به‌طور سنتی با چوب طبیعی کار می‌کردند و کارهای خشن‌تری انجام می‌دادند. مانند اسکلت‌بندی، اما امروزه از مصالح بسیار دیگری نیز استفاده می‌شود و گاه حرفه‌های ظریف کابینت‌سازی و مبلمان‌سازی را نجاری می‌دانند. در ایالات متحدهٔ آمریکا، ۹۸٫۵ درصد نجاران، مرد هستند و در سال ۱۹۹۹ میلادی، چهارمین شغل مردانه در این کشور بود. در سال ۲۰۰۶ میلادی در ایالات متحدهٔ آمریکا، حدود ۱٫۵ میلیون موقعیت نجاری وجود داشت. نجاران معمولاً اولین پیشه‌ورانی هستند که مشغول به کار هستند و آخرین کسانی هستند که آن را ترک می‌کنند. نجارها معمولاً تا پایان قرن نوزدهم میلادی ساختمان‌های اسکلت چوبی را می‌ساختند؛ اکنون به این نجاری قدیمی قاب‌بندی چوبی می‌گویند. نجاران این حرفه را با استخدام شدن از طریق یک دورهٔ آموزشی کارآموزی — معمولاً ۴ سال — می‌آموزند و با گذراندن موفقیت‌آمیز آزمون صلاحیت کشور مورد نظر در مکان‌هایی مانند بریتانیا، ایالات متحدهٔ آمریکا، کانادا، سوئیس، استرالیا و آفریقای جنوبی واجد شرایط کار می‌شوند. همچنین رایج است که این مهارت را می‌توان با کسب تجربهٔ کاری غیر از یک برنامه آموزشی رسمی یادگرفت، که ممکن است در بسیاری از جاها وجود داشته باشد. 

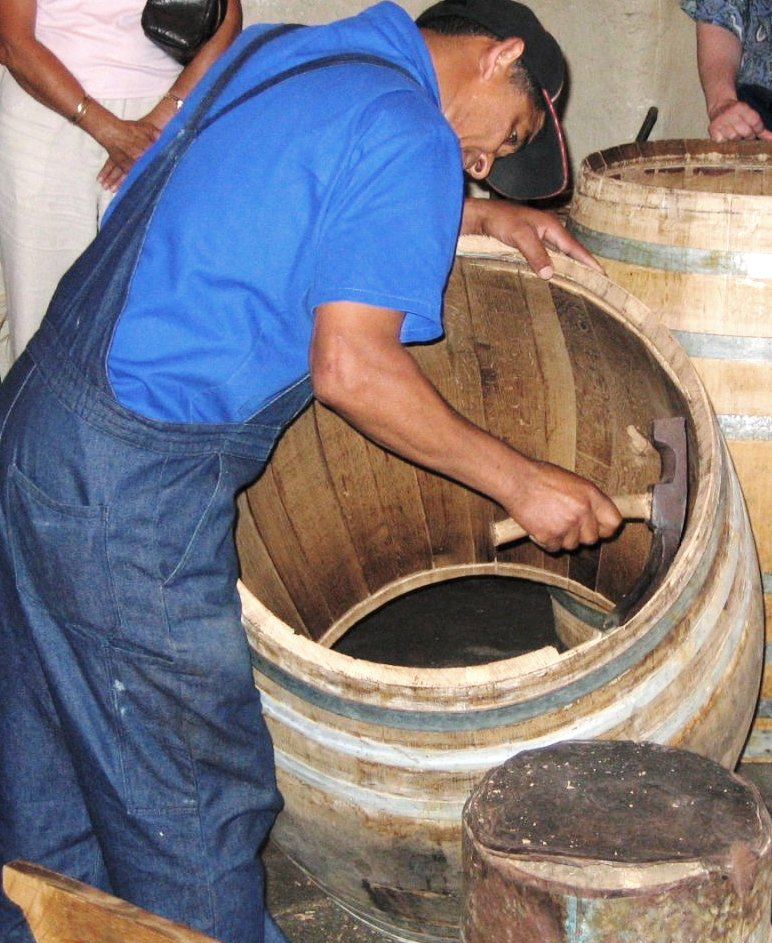
نجاری شامل تخصص‌هایی مانند بشکه ساز، کابینت ساز، در ساز، مبلمان ساز، قاب ساز، نجاری و نجار کشتی است.

## تاریخچه

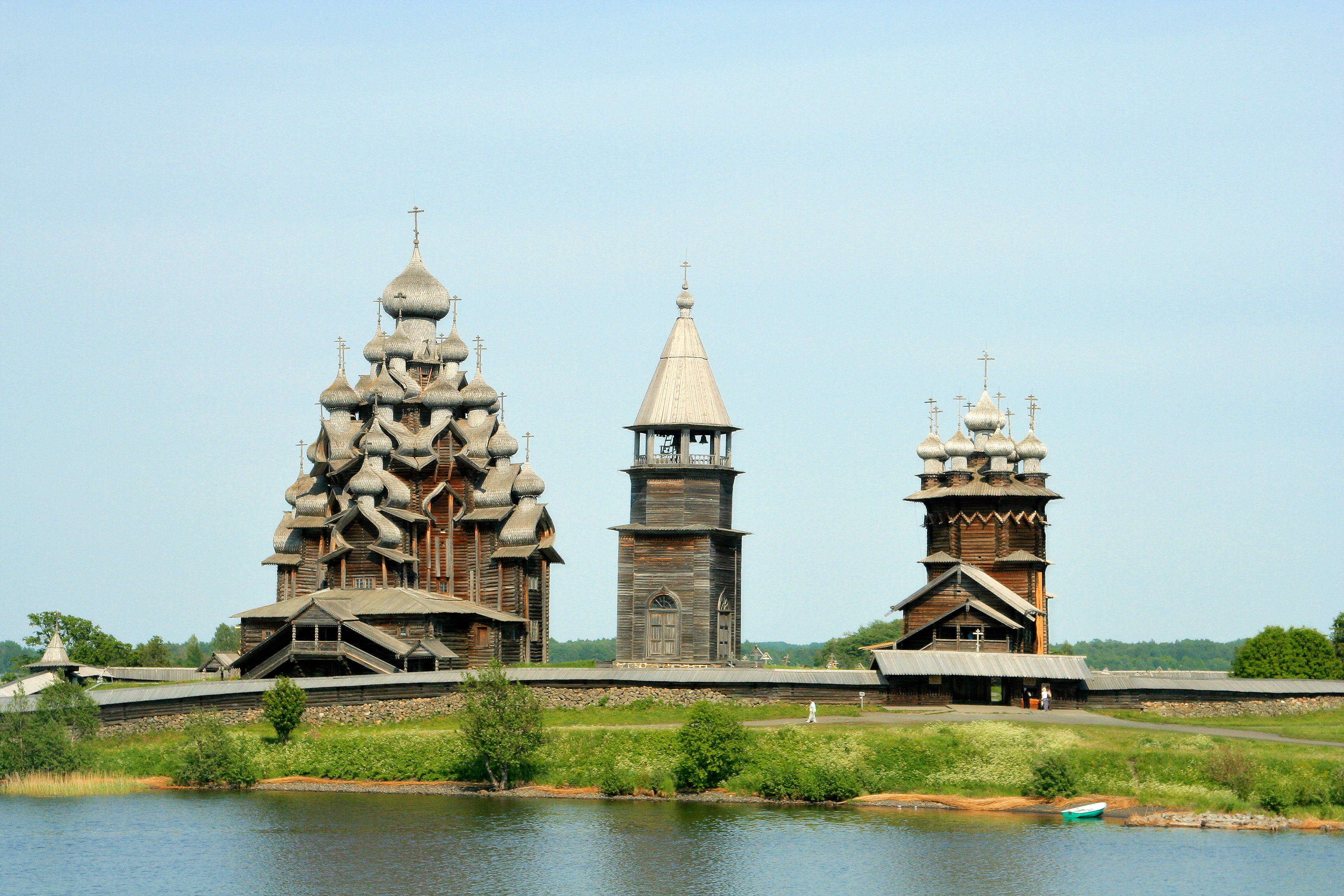
ساختمان کلیسای چوبی در روسیه، که به ارتفاع قابل توجهی مانند ساخته‌های قرن هفدهم رسید.

چوب همراه با سنگ از قدیمی‌ترین مصالح ساختمانی بشر است. توانایی تبدیل آن (چوب) به ابزار، پناهگاه و سلاح با پیشرفت‌های تکنولوژیکی از عصر حجر تا عصر برنز تا عصر آهن بهبود یافت. برخی از قدیمی‌ترین شواهد باستان‌شناسی نجاری، دربهای (محافظ) چاه آب هستند. اینها شامل سازه‌ای از بلوط و فندق مربوط به ۵۲۵۶ قبل از میلاد، یافت شده در اوستروف، جمهوری چک، و یکی ساخته شده با استفاده از الوارهای بلوط شکافته شده با خراشیده شده و گوشه‌های بریده بریده در شرق آلمان است که قدمت آن به حدود ۷۰۰۰ سال پیش در اوایل حفاری شده‌است. دوره نوسنگی.

## آموزش

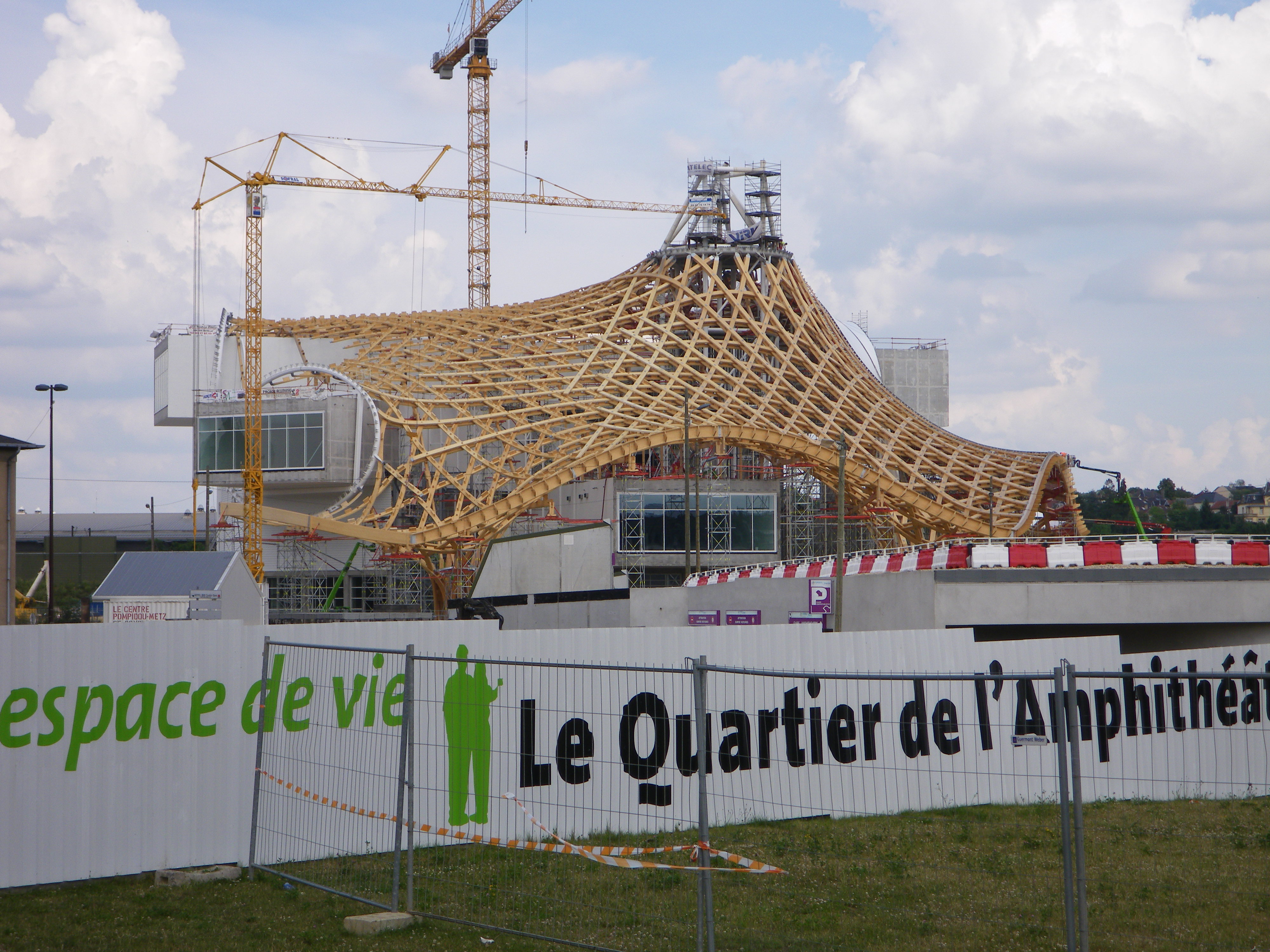
موزه مرکز پمپیدو متز در حال ساخت در متز، فرانسه در سال ۲۰۰۹. این ساختمان دارای یکی از پیچیده‌ترین نمونه‌های نجاری ساخته شده تا به امروز است و از ۱۶ کیلومتر الوار چسبانده شده برای مساحت ۸۰۰۰ متر ^{مربع} تشکیل شده‌است.

نجاری نیاز به آموزش دارد که هم شامل کسب دانش و هم تمرین فیزیکی است. در آموزش رسمی یک نجار به عنوان یک شاگرد کارش را آغاز می‌کند، سپس به یک کارآموز تبدیل می‌شود و با تجربه و شایستگی کافی در نهایت می‌تواند به مقام استاد نجار دست یابد. امروزه آموزش پیش از کارآموزی ممکن است از طریق برنامه‌های حرفه ای غیر اتحادیه مانند کلاس‌های آزاد فنی و حرفه ای، هنرستانها و کارگاه‌های مستقل محلی به دست آید.
به‌طور غیررسمی، یک کارگر معمولاً سال‌ها باید در کنار استاد نجار کار کند و مهارت‌های خود را با مشاهده و کمک‌های جانبی مدام افزایش‌دهد.

## واژه‌شناسی لغات
کلمه "نجار" ترجمه انگلیسی کلمه فرانسوی باستانی carpentier (بعداً charpentier) است که از کلمه لاتین carpentarius [artifex]، "(سازنده) کالسکه گرفته شده‌است. کلمه انگلیسی میانه و اسکاتلندی (به معنای سازنده) صحیح بود(از انگلیسی قدیم wryhta، همزاد با کار).
لغت نامه دهخدادرودگر. [دُ گ َ] (ص مرکب) نجار، و این مأخوذ از درودن است که چوب و زراعت قطع کردن باشد. (غیاث) (آنندراج). درودکار. (ناظم الاطباء). درگر. کسی که اسباب و آلاتی از چوب می‌سازد و به عربی نجار گویند. (لغات فرهنگستان). اسکاف. دُعمی. فَیتَق. فَیتَن. (از منتهی الارب). کتکار. لتگر. (از برهان). نهام [ن َ / ن ِ / ن ُ]. نهامی [ن َ / ن ِ / ن ُ]. (از منتهی الارب): درودگر بازرسید. (کلیله ودمنه).
بوزینه ای درودگری را دید. (کلیله و دمنه).
کرسیی کش درودگر سازد
هرچه پستر لطیف تر سازد.
امیرخسرو دهلوی

### در انگلستان
در بریتانیا، نجاری (Carpentry) به‌طور صحیح‌تری برای توصیف مهارت مربوط به تعمیر اقلام چوبی مانند ساخت سقف، کف و ساختمان‌های با اسکلت چوبی استفاده می‌شود، یعنی آن قسمت‌هایی از ساخت و ساز که معمولاً در یک ساختمان تمام شده پنهان می‌شوند. یک راه آسان برای محاسبه و تخمین شروع کار این است که اولین کار ثابت، تمام کارهایی است که قبل از انجام گچ کاری انجام می‌شود. مرحله دوم پس از انجام گچ کاری انجام می‌شود. بعد از ساخت اسکلت، ساخت و نصب اقلامی مانند در و پنجره عموماً نجاری تلقی می‌شود، اما ساخت خارج از محل و پیش پرداخت اقلام نجاری (Joinery)، (این کلمه به عنوان نجاری در حال حاضر کمتر مورد استفاده قرار می‌گیرد) محسوب می‌شود. همچنین از نجاری و چوب برای ساخت قالب‌هایی که در ساخت سازه‌هایی مانند قالب بتنی ساختمانها، جاده‌ها و روگذرهای بزرگراهی در آن بتن ریخته می‌شود، استفاده می‌شود. در انگلستان، مهارت ساخت قالب الواری برای بتن ریخته شده به عنوان قالب‌سازی نامیده می‌شود.

### در ایالات متحده آمریکا
نجاری در ایالات متحده از نظر تاریخی مشابه انگلستان به عنوان کار «سنگین‌تر و قوی‌تر» تعریف می‌شود که از Joiner «... که کارهای سبک‌تر و زینتی‌تر از نجار انجام می‌دهد…» متمایز می‌شود. «... کار نجار و Joiner اغلب با هم ترکیب می‌شوند.» Joiner کمتر از اصطلاحات نجاری یا کابینت ساز رایج است. کسی که قالب بتن سفارشی می‌سازد نجار است.

## مواد اولیه، مصالح
نجاران به‌طور سنتی با چوب طبیعی کار می‌کردند که با برش دادن، تراشیدن، یا اره کردن با اره گودالی یا در کارگاه چوب بری به نام الوار (انگلیسی آمریکایی) یا الوار (انگلیسی انگلیسی) تهیه می‌شد. امروزه الوارهای طبیعی و مهندسی شده و بسیاری دیگر از مصالح ساختمانی که نجاران ممکن است از آنها استفاده کنند، معمولاً توسط دیگران تهیه و به محل کار تحویل داده می‌شوند. در سال ۲۰۱۳ اتحادیه نجاران در آمریکا از واژه «نجار»، (Carpenter)، برای موقعیت همه‌جانبه (استفاده در عموم موقعیتها برای کار با چوب).
کارهایی که توسط نجاران انجام می‌شود شامل ساخت محصولات و اشیاء کاربردی خانه مانند انواع میز، کفپوش، پنجره‌ها، درها، تزئینات داخلی، کابینت،
پارتیشن‌هم. بلمان اداری و خانگی و.. می‌باشد. .

## سلامت و امنیت
نجاری اغلب کار خطرناکی است. انواع خطرات نجاری و صنایع چوب عبارتند از: خطرات ماشین آلات، پرش و دررفتن قطعه، خرابی ابزار، آتش‌سوزی و انفجار، برق گرفتگی، صدا، لرزش، گرد و غبار و مواد شیمیایی. در ایالات متحده، اداره ایمنی و بهداشت شغلی (OSHA) سعی می‌کند از طریق مقررات از بیماری، آسیب و آتش‌سوزی جلوگیری کند. با این حال، کارگران خوداشتغال مشمول قانون OSHA نیستند. OSHA ادعا می‌کند که «از سال ۱۹۷۰، مرگ و میر در محل کار بیش از ۶۵ درصد کاهش یافته‌است و میزان آسیب‌های شغلی و بیماری‌ها تا ۶۷ درصد کاهش یافته‌است. در همان زمان، اشتغال ایالات متحده تقریباً دو برابر شده‌است.» علت اصلی مرگ و میرهای کلی که "چهار مرگبار" نامیده می‌شود، سقوط و به دنبال آن برخورد با جسم، برق گرفتگی و گیر افتادن است. به‌طور کلی ساخت و ساز «کارفرمایان باید شرایط کاری را فراهم کنند که عاری از خطرات شناخته شده باشد. کف‌ها را در محل کار در شرایط تمیز و تا حد امکان خشک نگه دارید. تجهیزات حفاظت فردی مورد نیاز را بدون هزینه برای کارگران انتخاب و تهیه کنید. کارگران را در مورد خطرات شغلی به زبانی که می‌توانند بفهمند آموزش دهید." نمونه‌هایی از نحوه جلوگیری از سقوط شامل قرار دادن نرده‌ها و تخته‌های پنجه در هر دهانه کفی است که نمی‌توان آن را به خوبی پوشاند و سکوها و تسمه‌ها و خطوط ایمنی، تورهای ایمنی، نرده‌های پله‌ها و نرده‌ها را بالا برد.
ایمنی فقط مربوط به کارگران در محل کار نیست. کار نجاران باید الزامات و قوانین مندرج در آیین‌نامه ایمنی زندگی مانند قوانین ساختمان پله و ساختمان را برآورده کند تا کیفیت و ایمنی طولانی مدت را برای ساکنان ساختمان ارتقا دهد.
از آنجایی که نجاری یک شغل مهارتی محسوب می‌گردد، آموزش صحیح و تجربه کاری نقش بالایی در کاهش خطرات ناشی از کار خواهد داشت.

## انواع رشته‌های نجاری
- کابینت ساز یک فرد ماهر در ساخت، مونتاژ و نصب کابینت(عموما از جنس ام دی اف یا فلز) می‌باشد.
- نجار، درودگر فردی است که مجموعه مهارت‌های لازم و گسترده از آماده‌سازی اولیه چوب، برش کاری، الگوسازی، ابزارشناسی، مونتاژ و ساخت یک سازه، مدل، شی ء، محصول خام را دارد.
- نجار حفاظتی در زمینه حفاظت از معماری کار می‌کند که در ایالات متحده به عنوان «حفظ» یا «مرمت» شناخته می‌شود. نجار که در حفاظت از آثار تاریخی کار می‌کند، سازه‌ها را همان‌طور که ساخته شده‌اند حفظ می‌کند یا آنها را به آن شرایط اولیه بازمی‌گرداند.
- کوپر، یک بشکه ساز.
- نجار فینیش (آمریکای شمالی)، همچنین نجار تریم، در نصب قالب‌بندی و تزئینات، مانند روکش در و پنجره، مانتل، قالب‌سازی تاج، قرنیز و سایر انواع کارهای زینتی تخصص دارد. نجارهای پایانی از جایی که اسکلت به پایان می‌رسد، از جمله کار گذاشتن درها و نصب کابینت‌ها را برمی‌دارند.
- نجار قالب بندی، قالب مورد استفاده در ساخت و ساز بتنی را ساخته و در صورت لزوم دوباره باز و بسته می‌کند.
- فریمر نجار است که سازه اسکلتی یا چارچوب چوبی ساختمان‌ها را اغلب به روش قاب‌بندی سکو می‌سازد. قاب ساز که در ساخت با چوب و اتصالات سنتی به جای ناودانی تخصص دارد، به عنوان قاب ساز چوبی شناخته می‌شود.
- سازه‌های چوبی سازه‌هایی از کنده‌های چوبی انباشته شده با اتصالات محدود می‌سازد.
- جوینر، درودگر سنتی (نام سنتی که اکنون در آمریکای شمالی کمیاب است)، کسی است که کابینت ، مبلمان سازی، نجاری خوب، مدل‌سازی، ساخت ابزار، پارکت، نازک کاری، یا سایر نجاری‌ها را انجام می‌دهد که در آن اتصالات دقیق و حداقل حاشیه خطا مهم است.
- لوتیه کسی است که سازهای زهی را می‌سازد یا تعمیر می‌کند. کلمه Luthier از کلمه فرانسوی عود «Luth» گرفته شده‌است.
- نجار مرمتی (به نجار حفاظتی مراجعه کنید)
- نجار دکور و صحنه، مناظر موقت را می‌سازد در فیلم‌سازی، تلویزیون و تئاتر صحنه می‌برد.
- نجار کشتی در تعمیر و نگهداری، تکنیک‌های تعمیر و نجاری مخصوص کشتی‌های شناور تخصص دارد. چنین نجار در پیاده‌روی نجار کشتی گشت می‌زند تا بدنه را از نظر نشتی بررسی کند.
- کشتی‌ساز در خشکی کشتی‌های چوبی می‌سازد.
- تریم نجار (به نجار پایانی مراجعه کنید).

### دیگر
- نجاری ژاپنی ،دایکو اصطلاح ساده ای برای نجار است، میا دایکو (نجار معبد) کارهای معمار و سازنده عبادتگاه‌ها و معابد را انجام می‌دهد و سوکیا دایکو در ساخت چایخانه و خانه‌ها کار می‌کند. ساشیمونو شی مبلمان می‌سازد و تاتگویا کارهای تکمیلی داخلی را انجام می‌دهد.
- نجاری سبز در استفاده از منابع سازگار با محیط زیست، انرژی کارآمد و پایدار از منابع مصالح ساختمانی برای استفاده در پروژه‌های ساختمانی تخصص دارد. آنها همچنین روش‌های ساختمانی را تمرین می‌کنند که مستلزم استفاده از مواد و مصالح کمتری است که از استحکام ساختاری یکسانی برخوردار باشد.
- نجاری بازیافتی (بازیابی شده، تغییر کاربری) نجاری است که از ضایعات چوب و قطعات مبلمان دور ریخته شده یا شکسته برای ساخت محصولات چوبی جدید استفاده می‌کند.